# 新さっぽろアークシティ デュオ

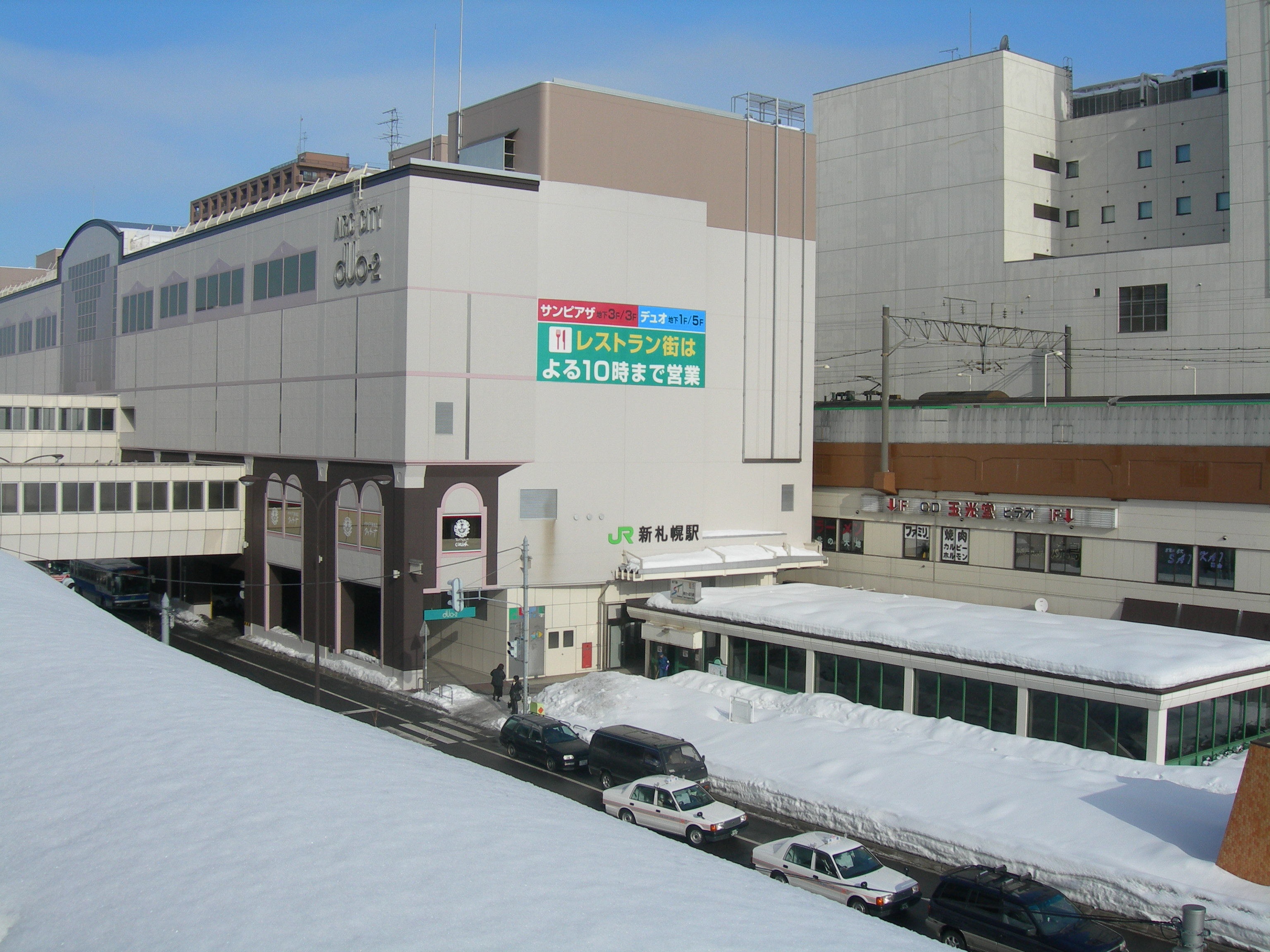
デュオ2と新札幌駅（2008年3月）

新さっぽろアークシティ デュオ（Shinsapporo ARC CITY duo）は、札幌市厚別区の新札幌副都心に所在するショッピングセンターである。

## 概要
副都心開発の第2期事業として建設した駅ビル「新さっぽろ駅ターミナルビル」にある。北海道旅客鉄道（JR北海道）新札幌駅を挟む南北2棟に分かれており1階はデュオ-1が新札幌バスターミナル、デュオ-2がタクシー乗り場になっている。連絡通路で接続している「新さっぽろアークシティ サンピアザ」などを含む駅周辺の愛称を「新さっぽろアークシティ」としている。

## 主なテナント

### デュオ-1 (duo-1)
2016年（平成28年）の大規模リニューアルによって地下1階にアインファーマシーズによる大型のコスメドラッグストア「アインズ&トルペ」、旅行関連の「JTB」や「HIS」、JTB商事による北海道内初となる店舗「J's旅道具」、郵便局や日本赤十字社の「新さっぽろ献血ルーム」などのサービスサポートショップが集積した。5階はレストラン街になっている。さらに、7階には学習塾がある。また、2023年11月23日には2・3階の一部を改装し「コジマ×ビックカメラ」がオープンした。
- パーラー太陽（太陽グループ）
- 練成会グループ ブレインズ・ジム
- 富士メガネ
- 文教堂書店
- コジマ×ビックカメラ

### デュオ-2 (duo-2)
2017年（平成29年）の大規模リニューアルによって2階が「ベビーとキッズのフロア」となり、3階の「アカチャンホンポ」と一体したゾーニングを形成している。4階には診療所や薬局が集積した「デュオメディカルモール」、5階にはギャラリー「新さっぽろギャラリー」、カルチャーセンター「新さっぽろ デュオカルチャースクール」などがある。
- アカチャンホンポ
- セリア
- スタジオ･アン
- 美容室 ピーディー ヴィセオ
- ほけんの窓口

## アクセス
- 札幌市営地下鉄東西線新さっぽろ駅直結
- 北海道旅客鉄道（JR北海道）新札幌駅から徒歩約1分
- 道央自動車道大谷地IC・札幌南ICから車で約10分